# University of Louisville Women's Volleyball 2022
Questa voce raccoglie le informazioni riguardanti la University of Louisville Women's Volleyball nella stagione 2022.

## Stagione
La University of Louisville partecipa per la nona volta alla Atlantic Coast Conference, vincendo il suo quinto titolo di conference a pari merito con la Pittsburgh.
Partecipa al torneo NCAA Division I come testa di serie numero 1, ospitando pertanto un gruppo della fase regionale: dopo aver sconfitto la Samford e la Purdue ai primi due turni, ha la meglio sulla Baylor alle Sweet Sixteen e sulla Oregon alla Elite Eight, classificandosi alla seconda Final-4 consecutiva. In semifinale supera la Pittsburgh in cinque set, raggiungendo la prima finale della propria storia, dove esce sconfitta in tre set contro la Texas.

## Organigramma societario
Area direttiva
- Presidente: Vince Tyra

Area organizzativa
- Direttore delle operazioni: Sarah Drury
- Direttore informazione sportiva associato: Nancy Worley

Area tecnica
- Allenatore: Danielle Busboom
- Allenatore associato: Daniel Meske
- Assistente allenatore: Todd Chamberlain
- Assistente allenatore volontario: Parker Mikesch
- Preparatore atletico: Kelsey Penebaker

## Rosa
| N° | Nome              | Ruolo | Data di nascita   | Nazionalità sportiva | Anno             |
| -- | ----------------- | ----- | ----------------- | -------------------- | ---------------- |
| 1  | Ceci Rush         | L     | 28 gennaio 2002   | Stati Uniti          | Junior           |
| 2  | Ayden Bartlett    | L     | 23 agosto 2001    | Stati Uniti          | Junior           |
| 3  | Nena Mbonu        | S     | 16 marzo 2001     | Stati Uniti          | Senior           |
| 4  | Alexa Hendricks   | L     | 9 febbraio 2001   | Stati Uniti          | Senior           |
| 5  | Elle Glock        | P     | 11 marzo 2003     | Stati Uniti          | Freshman         |
| 7  | Alexis Finnvold   | P     | 11 dicembre 2003  | Stati Uniti          | Freshman         |
| 8  | Nina Moorer       | S     | 20 ottobre 2003   | Stati Uniti          | Freshman         |
| 9  | Claire Chaussee   | S     | 15 maggio 2000    | Stati Uniti          | Graduate student |
| 10 | Phekran Kong      | C     | 30 dicembre 2001  | Stati Uniti          | Junior           |
| 11 | Hannah Sherman    | C     | 21 novembre 2003  | Stati Uniti          | Freshman         |
| 13 | Cara Cresse       | C     | 12 aprile 2003    | Stati Uniti          | Freshman         |
| 14 | Anna DeBeer       | S     | 25 settembre 2001 | Stati Uniti          | Junior           |
| 15 | Aiko Jones        | O     | 12 agosto 1999    | Giamaica             | Senior           |
| 16 | Paige Morningstar | P     | 31 marzo 2002     | Stati Uniti          | Freshman         |
| 19 | Elena Scott       | L     | 1º luglio 2003    | Stati Uniti          | Sophomore        |
| 21 | Sydni Schetnan    | S     | 12 dicembre 2002  | Stati Uniti          | Freshman         |
| 22 | Raquel Lázaro     | P     | 4 gennaio 2000    | Spagna               | Graduate student |
| 25 | Amaya Tillman     | C     | 14 maggio 2001    | Stati Uniti          | Senior           |

## Mercato
| Acquisti | Acquisti        | Acquisti                | Acquisti   |
| R.       | Nome            | da                      | Modalità   |
| -------- | --------------- | ----------------------- | ---------- |
| P        | Alexis Finnvold | Boca Raton Community HS | definitivo |
| P        | Elle Glock      | Southern California     | definitivo |
| P        | Raquel Lázaro   | Southern California     | definitivo |
| S        | Nina Moorer     | Ridge Point HS          | definitivo |
| S        | Sydni Schetnan  | -                       | definitivo |
| C        | Hannah Sherman  | Academy Holy Cross      | definitivo |

| Cessioni | Cessioni         | Cessioni           | Cessioni   |
| R.       | Nome             | a                  | Modalità   |
| -------- | ---------------- | ------------------ | ---------- |
| P        | Rachael DeMarcus | -                  | ritirata   |
| P        | Victoria Dilfer  | Athletes Unlimited | definitivo |
| C        | Emily Scott      | -                  | ritirata   |
| S        | Brooke Smith     | Dayton             | definitivo |
| L        | Mia Stander      | -                  | ritirata   |
| C        | Anna Stevenson   | Aydın BB           | definitivo |
| P        | Jamie Vasilou    | -                  | ritirata   |

## Statistiche

### Statistiche di squadra
| Competizione                              | Punti | In casa | In casa | In casa | In trasferta | In trasferta | In trasferta | Campo neutro | Campo neutro | Campo neutro | Totale | Totale | Totale |
| Competizione                              | Punti | G       | V       | P       | G            | V            | P            | G            | V            | P            | G      | V      | P      |
| ----------------------------------------- | ----- | ------- | ------- | ------- | ------------ | ------------ | ------------ | ------------ | ------------ | ------------ | ------ | ------ | ------ |
| Atlantic Coast Conference NCAA Division I | .912  | 17      | 16      | 1       | 13           | 12           | 1            | 4            | 3            | 1            | 34     | 31     | 3      |
| Totale                                    | .912  | 17      | 16      | 1       | 13           | 12           | 1            | 4            | 3            | 1            | 34     | 31     | 3      |

G = partite giocate; V = partite vinte; P = partite perse

### Statistiche dei giocatori
| Giocatrice     | Atlantic Coast Conference NCAA Division I | Atlantic Coast Conference NCAA Division I | Atlantic Coast Conference NCAA Division I | Atlantic Coast Conference NCAA Division I | Atlantic Coast Conference NCAA Division I | Totale | Totale | Totale | Totale | Totale |
| Giocatrice     | P                                         | PT                                        | AV                                        | MV                                        | BV                                        | P      | PT     | AV     | MV     | BV     |
| -------------- | ----------------------------------------- | ----------------------------------------- | ----------------------------------------- | ----------------------------------------- | ----------------------------------------- | ------ | ------ | ------ | ------ | ------ |
| A. Bartlett    | 32                                        | 13                                        | 1                                         | 0                                         | 12                                        | 32     | 13     | 1      | 0      | 12     |
| C. Chaussee    | 34                                        | 493                                       | 452                                       | 24                                        | 17                                        | 34     | 493    | 452    | 24     | 17     |
| C. Cresse      | 20                                        | 91,5                                      | 58                                        | 31,5                                      | 2                                         | 20     | 91,5   | 58     | 31,5   | 2      |
| A. DeBeer      | 22                                        | 223                                       | 176                                       | 18                                        | 29                                        | 22     | 223    | 176    | 18     | 29     |
| E. Glock       | 7                                         | 3,5                                       | 1                                         | 1,5                                       | 1                                         | 7      | 3,5    | 1      | 1,5    | 1      |
| A. Hendricks   | 33                                        | 0                                         | 0                                         | 0                                         | 0                                         | 33     | 0      | 0      | 0      | 0      |
| A. Jones       | 34                                        | 401                                       | 300                                       | 57                                        | 44                                        | 34     | 401    | 300    | 57     | 44     |
| P. Kong        | 29                                        | 165                                       | 103                                       | 62                                        | 0                                         | 29     | 165    | 103    | 62     | 0      |
| R. Lázaro      | 33                                        | 133                                       | 58                                        | 52                                        | 23                                        | 33     | 133    | 58     | 52     | 23     |
| N. Mbonu       | 29                                        | 162,5                                     | 148                                       | 13,5                                      | 1                                         | 29     | 162,5  | 148    | 13,5   | 1      |
| P. Morningstar | 11                                        | 0                                         | 0                                         | 0                                         | 0                                         | 11     | 0      | 0      | 0      | 0      |
| C. Rush        | 31                                        | 11                                        | 0                                         | 0                                         | 11                                        | 31     | 11     | 0      | 0      | 11     |
| E. Scott       | 34                                        | 45                                        | 4                                         | 0                                         | 41                                        | 34     | 45     | 4      | 0      | 41     |
| S. Schetnan    | 4                                         | 2,5                                       | 2                                         | 0,5                                       | 0                                         | 4      | 2,5    | 2      | 0,5    | 0      |
| A. Tillman     | 34                                        | 357                                       | 244                                       | 94                                        | 19                                        | 34     | 357    | 244    | 94     | 19     |

P = presenze; PT = punti totali; AV = attacchi vincenti; MV = muri vincenti; BV = battute vincenti

NB: I muri singoli valgono una unità di punto, mentre i muri doppi e tripli valgono mezza unità di punto; anche i giocatori nel ruolo di libero sono impegnati al servizio